# 核型
核型（英語：Karyotype）是一個物種或個體細胞中完整染色體組的普遍外觀，一般包含染色體的大小、數量和形狀。常用于核型分析。当细胞处于有丝分裂中期时，染色体排列在细胞赤道板，是观察它们的最好时机。对这些细胞染色，通过显微镜拍照获得它们的影像，根据它们的大小，条纹以及着丝点所在的位置进行排列整合，就可以得到该细胞的染色体组型图。

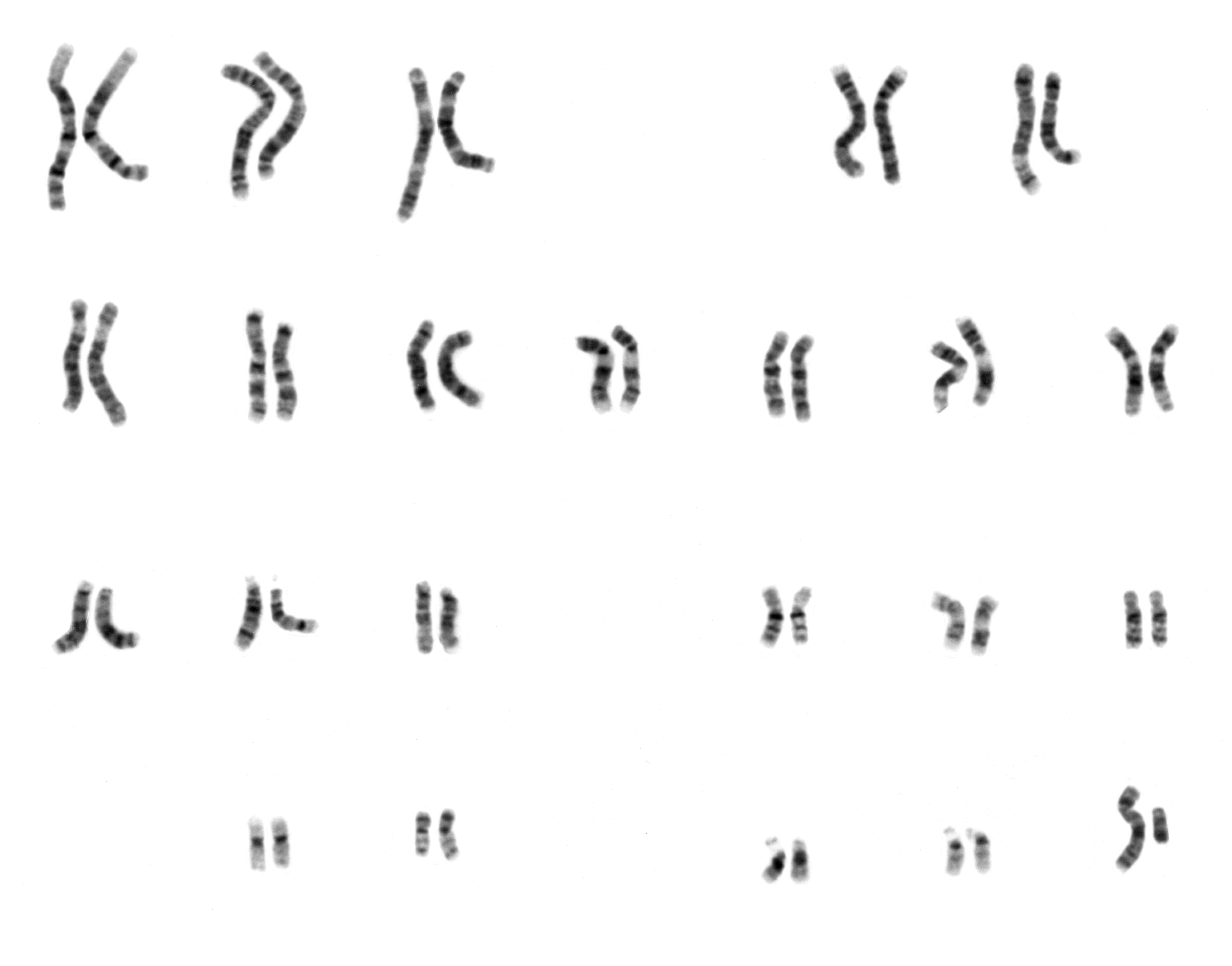
使用吉姆萨染色的人类男性的核型

## 概念辨析
染色体组型图并非染色体组型。从染色体组型图中可以得出一个个体或者是遗传群体的细胞染色体组型的情况。

## 制作
细胞分裂初期，染色体凝缩。通过染色，它们就可以通过显微镜去观察。使用秋水仙碱去与细胞中的微管蛋白结合，抑制细胞分裂。再通过显微镜拍照，将各个染色体的图像剪出，根据上面提及的原则整理好，就可以得到染色体组型图。
染色可以使得每条染色体上特征条纹显示出来，例如借助FISH 方法。通过 CCD相机（CCD=电荷耦合装置）和电脑软件的帮助，就可以分辨出颜色差异。 通过这种技术，基因易位就可以被识别出来，而普通的摄影是无法做到的。这种技术还可以用以确定标记染色体的组成。
首先将同源染色体配对，再根据它们的大小，着丝点的位置，明暗带的位置。常染色体通常与性染色体分开排入7组并数字标记。